# Desmosoma filipes
Desmosoma filipes är en kräftdjursart som beskrevs av Hult 1942. Desmosoma filipes ingår i släktet Desmosoma, och familjen Desmosomatidae. Arten är reproducerande i Sverige.